# Dendrobium racemosum
Dendrobium racemosum är en orkidéart som först beskrevs av William Henry Nicholls, och fick sitt nu gällande namn av Stephen Chapman Clemesha och Alick William Dockrill. Dendrobium racemosum ingår i släktet Dendrobium, och familjen orkidéer.
Artens utbredningsområde är Queensland. Inga underarter finns listade i Catalogue of Life.